# (6616) Plotinos
(6616) Plotinos (1175 T-1) – planetoida z pasa głównego asteroid okrążająca Słońce w ciągu 3,76 lat w średniej odległości 2,42 j.a. Odkryta 25 marca 1971 roku.